# Introducing... The Beatles
Introducing... The Beatles es el primer álbum de estudio norteamericano de la banda de rock The Beatles, lanzado al mercado el 10 de enero de 1964. Originalmente previsto para ser lanzado en julio de 1963. publicado por Vee-Jay Records días antes de que lo hiciera Capitol Records con su álbum Meet The Beatles! Fue objeto de una discusión legal, aunque después, se le permitió a Vee-Jay vender el álbum hasta finales de 1964. Para entonces, el disco vendió más de 1.3 millones de copias.

## La no-publicación inicial
Ante la prevista salida de «Please Please Me» como sencillo en Estados Unidos, Vee-Jay Records firmó un acuerdo de licencia con Transglobal, compañía afiliada a EMI responsable de buscar compañías discográficas extranjeras que publicasen los másteres de las grabaciones musicales que se exportaban del Reino Unido. Así, a Vee-Jay se le dio el derecho de publicar por cinco años los discos que pudieran aparecer de los Beatles, una vez que Capitol rechazara publicarlos ella misma en su propia etiqueta. Como parte de ese acuerdo, Vee-Jay planeó publicar el álbum Please Please Me en los Estados Unidos, recibiendo para ello las copias monoaurales y estereofónicas de las cintas máster del disco a últimos de abril o principios de mayo de 1963.
Vee-Jay consideró originalmente editar el álbum tal cual como salió en Inglaterra. Se había encontrado un acetato, probablemente hecho en mayo de 1963, en el cual constaban todas las catorce canciones, y en el mismo orden, que aparecieron en el álbum británico, y que aún llevaba el título de Please Please Me. Pero, acatando la norma estadounidense de incluir solo doce canciones por cada álbum, Vee-Jay decidió eliminar los temas «Please Please Me» y «Ask Me Why» y cambiar el título del álbum por Introducing... The Beatles. Además, se pensó que la cuenta inicial de Paul McCartney en el tema «I Saw Her Standing There» debió de ser una grabación ajena a la verdaderamente intencionada, así que se decidió cortarla de los másteres originales. Excepto por esos cambios, el contenido y orden de las canciones en el álbum fueron respetados en su integridad, resultando ser el álbum norteamericano que más se parecía a su homólogo original inglés hasta la aparición de Revolver en 1966. 
Se siguió adelante con la publicación prevista del álbum en los meses de junio y julio de 1963, incluido el tratamiento de los másteres y las partes metálicas, y también la impresión de las portadas. Pero, al contrario de lo que se informaba en algunos libros antiguos sobre los Beatles, no hay constancia de que Introducing... The Beatles se haya publicado alguna vez en 1963.  
Después de una reorganización administrativa llevada a cabo en la compañía, que incluía también la dimisión forzada de su presidente, al haberse descubierto que había usado fondos de la discográfica para pagar sus deudas de juego, Vee-Jay decidió cancelar la publicación del álbum de los Beatles, así como otros álbumes de otros artistas (Frank Ifield entre ellos).

## Primera versión
Los problemas financieros de Vee-Jay hicieron que la compañía se centrara en atender su propia deuda económica en primer lugar, que era bastante acuciante. A causa de ello, los álbumes de los Beatles y Frank Ifield fueron retenidos a la espera de que llegaran mejores tiempos para poder ser editados, ya que estos artistas aún no eran populares en los Estados Unidos. Así, la compañía decidió no informar sobre las regalías que pudieran haber dado esos discos en caso de que ya se hubieran editado en 1963. Como resultado, Transglobal declaró nulo y sin efecto su contrato con Vee-Jay el 8 de agosto de 1963.
El 14 de diciembre de 1963, la revista musical Billboard había mencionado que Capitol Records tenía planeado hacer una campaña publicitaria por todo lo alto para los Beatles en los Estados Unidos. Como consecuencia, la junta directiva de Vee-Jay Records se reunió el 7 de enero de 1964 por primera vez desde aquel anuncio, para discutir sobre el material que aún poseían de los Beatles. Desesperados por mejorar la cuenta de ingresos de la compañía, la junta decidió publicar finalmente el álbum pendiente del grupo, Introducing... The Beatles, aunque eso significara correr el riesgo de poder tener problemas legales en el futuro.
Las partes metálicas ya estaban listas en las tres primeras plantas de impresión, de forma que se pudieron imprimir las seis mil portadas previstas para el disco. Pero no se habían preparado las contraportadas. Así, para salir del paso, Vee-Jay decidió usar como contraportada una de las caras de la funda interior que la compañía solía usar para la edición general de sus discos. La cara de la funda interior usada como contraportada para Introducing... The Beatles mostraba veinticinco álbumes a todo color que Vee-Jay Records había editado por aquella época, y que estaban publicitados con la frase «Otros buenos álbumes de interés significado». Una segunda contraportada totalmente blanca fue usada brevemente de manera provisional, al haberse agotado la primera versión usada hasta entonces en el álbum. Esto fue así hasta la definitiva impresión de una tercera contraportada para el álbum, en la cual el título «Introducing the Beatles» (sin puntos suspensivos) se hallaba en la parte superior de la funda, encontrándose debajo de él, y a dos columnas, los créditos de las canciones contenidas en el disco. Todas estas diferentes ediciones se encontraron en un momento dado a la vez en el mercado, desde la publicación del álbum el 10 de enero de 1964. 
Pero el 16 de enero de 1964, menos de una semana después de haberse publicado Introducing... The Beatles, Vee-Jay fue advertida de que se detuviese en editar el disco. Beechwood Music, Inc., la editora musical subsidiaria de Capitol Records, tenía en propiedad los derechos de publicación de «Love Me Do» y «P.S. I Love You». Aprovechando que estas dos canciones no habían sido editadas aún en Estados Unidos, la editora musical se negó a licenciar su publicación a Vee-Jay Records. Aun así, ochenta mil copias, aproximadamente, se llegarían a vender de Introducing... The Beatles con estas dos canciones, dos mil de ellas, más o menos, siendo con sonido estereofónico.

## Segunda versión
Con el fin de eludir la orden de restricción, Vee-Jay reconfiguró rápidamente Introducing ... The Beatles: sustituyó «Love Me Do» y «P.S. I Love You» por las canciones «Ask Me Why» y «Please Please Me», aunque algunas copias del álbum siguieron saliendo sin alteración en el contenido de las canciones. La nueva versión fue preparada a finales de enero, apareciendo en el mercado alrededor del 10 de febrero de 1964. 
Debido a la restricción inicial, la segunda versión de Introducing ... The Beatles no llegó a entrar en la lista musical de Billboard hasta tres semanas después de que lo hiciera Meet the Beatles!, de Capitol Records. Una vez que hubo entrado, se encaramó rápidamente al n.º 2 del listado de  Billboard, donde permaneció nada menos que por nueve semanas en aquel puesto. El álbum fue, asimismo, n.º 2 en el Cash Box, y n.º 1 en la revista Record World. 
Vee-Jay y Capitol siguieron enfrentándose entre sí en los tribunales en toda la primera parte de 1964, incluso después de haberse sustituido en el álbum las dos canciones pertenecientes a la editora musical Beechwood Music. Las demandas contra la publicación del álbum fueron emitidas y retiradas una y otra vez, según pareciese que fuese a cumplirse la orden judicial contra Vee-Jay Records. Llegaron a existir casi dos docenas de variaciones en el etiquetado del álbum demandado, sumando las copias monoaurales y estereofónicas, debido a que, entre cada orden judicial, el disco se mandaba rápidamente a que se prensara en numerosas plantas de prensado diferentes. Finalmente, el 9 de abril de 1964, las dos compañías discográficas llegaron a un acuerdo. A Vee-Jay se le concedió la licencia que le permitía seguir editando las dieciséis canciones que poseía en ese momento, hasta el 15 de octubre de 1964. Una vez que expirase esa licencia, todos los derechos de edición revertirían a Capitol Records. 1.300.000 copias en mono y aproximadamente 41.000 copias en estéreo se llegaron a vender mientras Introducing... The Beatles estuvo en el mercado. Sólo un 3,1 por ciento de todos los LP fueron editados en estéreo, convirtiéndose así en una verdadera rareza poder encontrar este álbum con verdadero sonido estereofónico.

## Otras versiones
Antes de que expirase su licencia, Vee-Jay decidió reempaquetar Introducing... The Beatles por dos veces para su reedición. Aunque ninguna de esas reediciones había contado con temas nuevos en su contenido, sí llegarían a subir en la lista musical de Billboard.
Uno de estos álbumes fue el titulado Songs, Pictures and Stories of the Fabulous Beatles (Vee-Jay VJLP(S)-1092), contenido en una funda plegable de tamaño de tres cuartos de las que normalmente se editaban. La etiqueta del disco no reflejaba, sin embargo, el nuevo título que le fue dado a esta edición, reteniendo aún el antiguo nombre de Introducing the Beatles. Fue publicado el 12 de octubre de 1964, llegando al n.º 63 en la lista de Billboard. 
La otra reedición fue el doble álbum titulado The Beatles vs. the Four Seasons, cuyo contenido eran las copias de los discos Introducing... The Beatles, por un lado, y Golden Hits of the Four Seasons (VJLP 1065), de los Four Seasons, por el otro. Esta creación de Vee-Jay se mantuvo tres semanas en la lista de Billboard en octubre de 1964, alcanzando en ella la posición n.º 142. 
Aunque a Vee-Jay se le prohibió producir o distribuir cualquier producto beatle después del 15 de octubre de 1964, sus álbumes siguieron permaneciendo en las tiendas de discos más allá de aquella fecha, antes de que se agotaran de forma definitiva. Tanto Introducing... The Beatles como Songs, Pictures and Stories of the Fabulous Beatles permanecieron en la lista de Billboard hasta el 9 de enero de 1965.
Capitol publicó finalmente, el 22 de marzo de 1965, el álbum The Early Beatles, que contenía once de las catorce canciones editadas previamente por Vee-Jay Records. Los temas «Misery» y «There's a Place», aparecidos anteriormente en Introducing... The Beatles, no debutaron en un disco de Capitol hasta 1980, en que lo hicieron en la versión norteamericana de Rarities. 
Introducing... The Beatles nunca tuvo edición oficial en CD en América, aunque sí había circulado copias importadas de otros países en dicho formato, la mayoría de las veces con el cancionero de la segunda versión del disco (con «Please Please Me» y «Ask Me Why» entre los temas del álbum). 
Es remarcable señalar que la canción «I Saw Her Standing There», que había aparecido primeramente en el Reino Unido en el álbum Please Please Me, haya aparecido en Estados Unidos tanto en el disco de Vee-Jay Introducing... The Beatles como en el de Capitol Meet the Beatles! Estos dos álbumes llegaron a aparecer casi simultáneamente, marcando la única vez en que dos álbumes diferentes, cada uno de diferente compañía discográfica, eran publicados casi al mismo tiempo compartiendo una misma canción entre ambos. Aunque también se dio el caso de que, en el verano de 1964, Capitol editase Something New en los Estados Unidos compartiendo cinco canciones con la banda sonora original de la película A Hard Day's Night, editada por United Artists Records unas cuantas semanas antes.

## Falsificaciones
Introducing... The Beatles fue el disco que más se ha falsificado de todos los que se han editado del grupo. Estas falsificaciones pueden ser identificadas por la portada y su calidad de impresión, por su etiqueta, o por la calidad de su sonido. También pueden ser identificadas por la afirmación en la cubierta de que el registro es estereofónico, siendo el registro en realidad monofónico.

## Lista de canciones
Todas las canciones escritas y compuestas por McCartney-Lennon, excepto donde está indicado. 
| Cara 1 |                            |                     |          |  |
| N.º    | Título                     | Vocalista principal | Duración |  |
| 1.     | «I Saw Her Standing There» | McCartney           | 2:53     |  |
| 2.     | «Misery»                   | Lennon y McCartney  | 1:50     |  |
| 3.     | «Anna» (Alexander)         | Lennon              | 2:57     |  |
| 4.     | «Chains» (Goffin-King)     | Harrison            | 2:27     |  |
| 5.     | «Boys» (Dixon-Farrell)     | Starr               | 2:27     |  |
| 6.     | «Ask Me Why»               | Lennon              | 2:28     |  |
| 15:02  |                            |                     |          |  |

| Cara 2 |                                            |                     |          |  |
| N.º    | Título                                     | Vocalista principal | Duración |  |
| 1.     | «Please Please Me»                         | Lennon              | 2:04     |  |
| 2.     | «Baby It's You» (David-Williams-Bacharach) | Lennon              | 2:38     |  |
| 3.     | «Do You Want to Know a Secret»             | Harrison            | 2:00     |  |
| 4.     | «A Taste of Honey» (Scott-Marlow)          | McCartney           | 2:05     |  |
| 5.     | «There's a Place»                          | Lennon              | 1:53     |  |
| 6.     | «Twist and Shout» (Medley-Russell)         | Lennon              | 2:33     |  |
| 13:13  |                                            |                     |          |  |

Nota: En la canción «I Saw Her Standing There» se omitía la cuenta inicial de Paul McCartney de «one, two, three», empezando simplemente con «four». El tema «Anna (Go to Him)» aparecía simplemente como «Anna» en los créditos del álbum. Las canciones «Ask Me Why» y «Please Please Me» habían sustituido a los temas «Love Me Do» y «P.S. I Love You» de la primera versión del álbum, respectivamente, debido a que, por un problema legal, éstos (pertenecientes al primer sencillo de los Beatles aún no publicado en Estados Unidos) no podían ser editados en este disco por Vee-Jay Records.

## Créditos
The Beatles
- John Lennon — vocalista, guitarra rítmica, armónica
- Paul McCartney — vocalista, bajo
- George Harrison — vocalista, guitarra solista
- Ringo Starr — batería, vocalista, maracas, pandereta

Músicos adicionales
- Andy White — batería en «Love Me Do» y «P. S. I Love You»
- George Martin —  piano en «Misery» y celesta en «Baby It's You»

Producción
- George Martin — productor
- Norman Smith — ingeniero

## Posición en las listas de éxitos
| País           | Lista (1964) | Posición más alta | Semanas en la pos. más alta |
| -------------- | ------------ | ----------------- | --------------------------- |
| Estados Unidos | Billboard    | N.º 2             | 9                           |
| Estados Unidos | Record World | N.º 1             |                             |
| Estados Unidos | Cash Box     | N.º 2             |                             |